# William Pearse
William Pearse (més conegut com a Willie Pearse, gaèlic irlandès Liam Mac Piarais; 15 de novembre de 1891 – 4 de maig de 1916) fou un nacionalista irlandès germà petit de Patrick Pearse.
Willie Pearse nasqué a Dublín i passà la seva vida a l'ombra del seu germà del qual era molt devot i amb el que mantingué una relació particularment estreta. Va perparar-se per a treballar en l'ofici del seu pare, però ho deixà per a ajudar el seu germà Patrick a St. Enda's School que va fundar el 1908. Participà en les obres i en el teatre de St. Enda's i ajudà a la seva fundació.
Seguint el seu germà, s'allistà als Voluntaris Irlandesos i al moviment republicà. també va prendre part en l'Aixecament de Pasqua de 1916, on va romandre al costat del seu germà al General Post Office. Després de la rendició fou jutjat en un consell de guerra i condemnat a ser afusellat. S'ha dit que la seva participació havia estat mínima i que fou condemnat pel seu cognom. Tanmateix, en el judici va exagerar la seva participació en el moviment, i potser es va condemnar ell mateix.
El 3 de maig, Willie Pearse va rebre permís per a visitar el seu germà a la presó de Kilmainham, i veure'l per últim cop. Tanmateix, mentre Willie era de camí, Patrick Pearse fou executat. Willie fou executat l'endemà.
El 1966, l'estació de Westland Row de Dublín fou rebatejada Estació Pearse en honor de Willie i el seu germà.